# Tramway d'Atlanta
 (avril 2025).
Si vous disposez d'ouvrages ou d'articles de référence ou si vous connaissez des sites web de qualité traitant du thème abordé ici, merci de compléter l'article en donnant les références utiles à sa vérifiabilité et en les liant à la section « Notes et références ».
Le tramway d'Atlanta est le réseau de tramways de la ville d'Atlanta, aux États-Unis. L'ouverture de la ligne a eu lieu fin 2014.

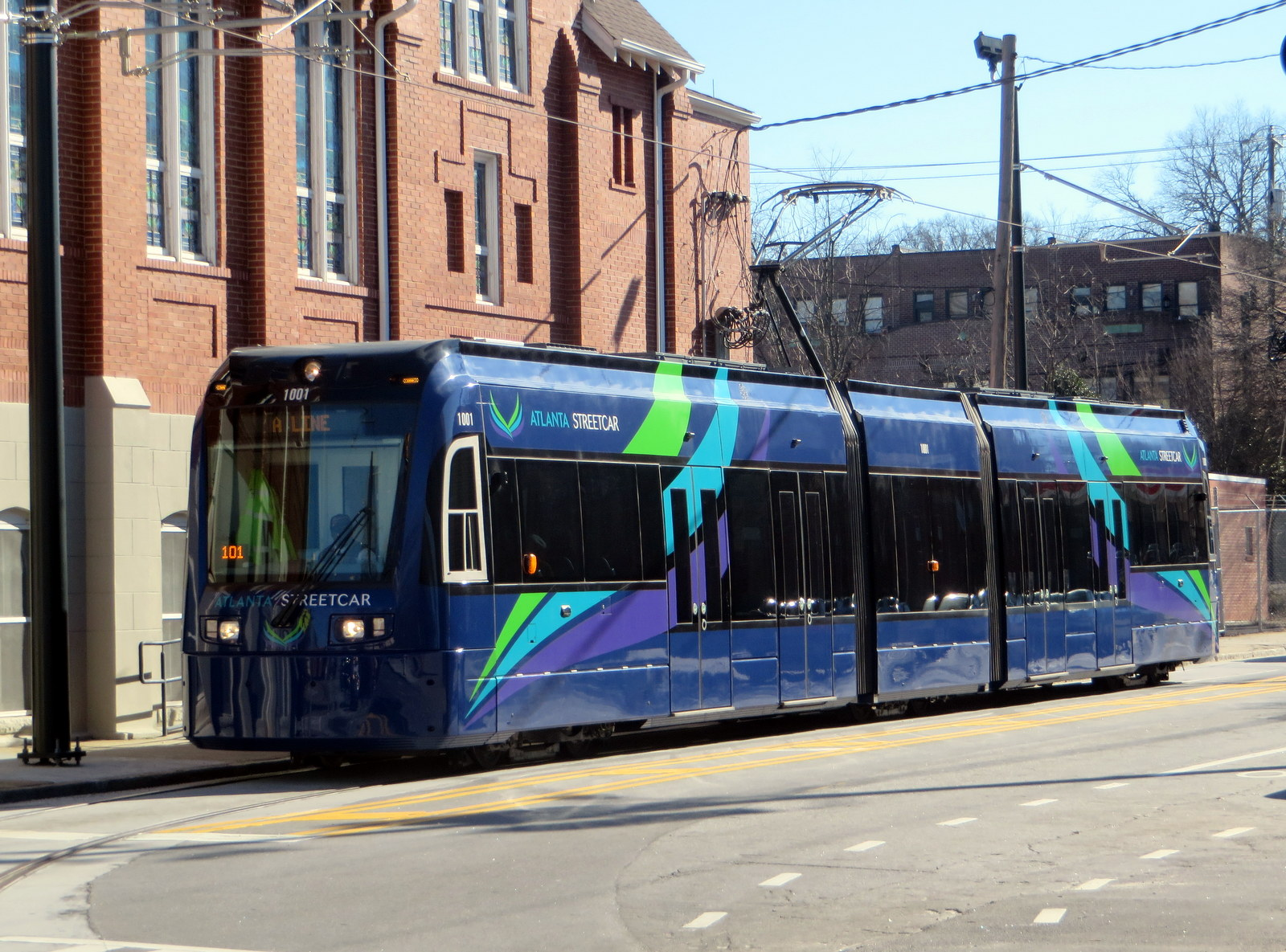
Tramway d'Atlanta en janvier 2015

## Historique

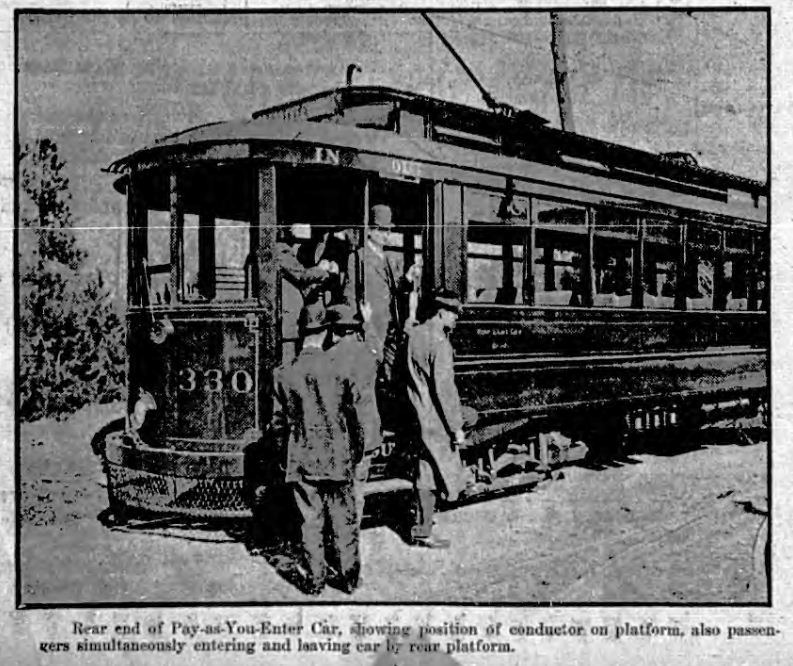
Tramway d'Atlanta en 1910